# Застув
Застув (пол. Zastów) — село в Польщі, у гміні Коцмижув-Любожиця Краківського повіту Малопольського воєводства.
Населення — 732 особи (2011).
У 1975—1998 роках село належало до Краківського воєводства.

## Демографія
Демографічна структура станом на 31 березня 2011 року:
|          | Загалом | Допрацездатний вік | Працездатний вік | Постпрацездатний вік |
| -------- | ------- | ------------------ | ---------------- | -------------------- |
| Чоловіки | 382     | 91                 | 252              | 39                   |
| Жінки    | 350     | 69                 | 215              | 66                   |
| Разом    | 732     | 160                | 467              | 105                  |